# Trox setosipennis
Trox setosipennis är en skalbaggsart som beskrevs av Blackburn 1904. Trox setosipennis ingår i släktet Trox och familjen knotbaggar. Inga underarter finns listade i Catalogue of Life.